# 山田作男
山田 作男（やまだ さくお、1922年11月27日 - 2001年4月2日）は日本の歴史学者。専門は西洋史学。

## 経歴
長野県南安曇郡豊科町（現安曇野市）生まれ。幼少時を三重県桑名市で過ごす。旧制松本中学（長野県松本深志高等学校）、旧制松本高等学校を経て、昭和23年（1948年）京都大学文学部史学科西洋史学専攻卒業。同27年（1951年）同大学院中途退学。愛知教育大学教授を経て、同61年（1986年）愛知学院大学教授。

## 著書
- 「プロイセン史研究序説」 風間書房 1982年
- 「プロイセン史研究論集」 近代文芸社 1994年